# Кошары (Сумская область)
Кошары (укр. Кошари) — село,
Кошаровский сельский совет,
Конотопский район,
Сумская область,
Украина.
Код КОАТУУ — 5922084501. Население по переписи 2001 года составляло 1016 человек.
Является административным центром Кошаровского сельского совета, в который, кроме того, входят сёла
Андреевское и
Нечаевское.

## Географическое положение
Село Кошары находится на расстоянии в 3,5 км от левого берега реки Ромен.
На расстоянии в 1 км расположены сёла Андреевское и Нечаевское.
По селу протекает пересыхающий ручей с запрудами.

## История
- Вблизи села найдены кремнёвые орудия труда времени неолита, сохранились курган скифских времен Черевата могила, древнерусское городище и курганный могильник.
- Село Кошары основано во второй четверти XVIII века.
- С середины XIX по начало XX века в селе располагался центр Кошарской волости.

## Экономика
- ООО «Хлебороб».

## Объекты социальной сферы
- Школа.
- Дом культуры.
- Фельдшерско-акушерский пункт.

## Религия
- Церковь Воскресения Христова.